# میلکا
میلکا (انگلیسی: Milka) یک برند شیرینی شکلاتی است که در ابتدا در سال ۱۹۰۱ توسط سوشارد (Suchard) در سوئیس ساخته شد و سپس در ۱۰۰ سال گذشته در لوراخ آلمان تولید شده‌است. از سال ۲۰۱۲ تحت مالکیت شرکت بین‌المللی موندلیز مستقر در ایالات متحده است. محصولات با نام تجاری میلکا شامل کلوچه و بیسکویت‌های با روکش شکلاتی نیز است.
نام این برند ترکیبی از دو عنصر اصلی محصول است: " Milch " (شیر) و " Kakao " (کاکائو).